# 曼卡亞內
曼卡亞內是非洲南部國家斯威士蘭的城鎮，由曼齊尼區負責管轄，位於該國西部，海拔高度1,173米，主要經濟活動是種植甘蔗，1997年人口4,581。